# Yuri Soskov
Yurij G. Dmitrievič Soskov (translitera al cirílico Юрий Дмитриевич Сосков) (n. 1930) es un botánico, curador ruso.

## Algunas publicaciones

### Libros
- yurij g.d. Soskov. 1986. Ресурсы многолетних кормовых растений Казахстана (Recursos plantas forrajeras perennes en Kazajistán). Ed. Kainar. 218 pp.